# Mátyássy Áron
Mátyássy Áron (Budapest, 1978. –) Balázs Béla-díjas magyar film- és televíziórendező, forgatókönyvíró.

## Életpályája
Édesapja szobrász, édesanyja textilműves. A Városmajori Gimnáziumban érettségizett 1997-ben. 1997–2000 között az ELTE filozófia és filmelmélet szakos hallgatója volt. 2000–2005 között a Színház- és Filmművészeti Egyetem hallgatója volt, film- és televíziórendező szakon. Pályája kezdetén dokumentum- és kisjátékfilmeket rendezett. 2009-től a három évadon át futó „Átok” című televíziós sorozat rendezője.
2015-ben az egyetemen DLA fokozatot szerzett (témavezetője: Grunwalsky Ferenc volt).
Felesége Vass Teréz színésznő, két fiuk született (Lázár és Jakab). Testvérei Mátyássy Bence színművész és Mátyássy Jónás fotóművész.

## Filmes és televíziós rendezései

### Játékfilmek
- Utolsó idők (2009)
- Víkend (2015)

### Tévéfilmek
- Tanár úr, kérem! (2010)
- Berosált a rezesbanda (2013)
- Istenke bicskája (2020)

### Rövidfilmek
- Rohatt dolog (2003)
- Immanens (2003)
- Nyári délután (2003)
- Mínusz (2006)
- Ég, föld, férfi, nő (2014)
- The transmissioner (2016)

### Sorozatok
- Hajónapló (2009)
- Átok (2010–2012)
- Aranyélet (2015–2016)
- Korhatáros szerelem (2017)
- Mintaapák (2019)
- A hentes (2020)
- A besúgó (2022)
- Hazatalálsz (2023)

## Színházi rendezései
- Ezekben az időtlen órákban (Thalia Színház, 2010)
- Heather Raffo: Fátyol nélkül (Vígszínház, 2014)

## Díjai és elismerései
- A Magyar Filmszemle fődíja (Utolsó idők című filmjéért, 2014)
- Balázs Béla-díj (2016)[8]